# Kazuko Yanaga
Kazuko Yanaga (弥永 和子 Yanaga Kazuko?, 14 de abril de 1947 - 1 de noviembre de 2014) fue un seiyū y actriz de Prefectura de Fukuoka, Japón. Trabajó para las agencias 81 Produce. Ella fue la esposa del actor de voz Hōchū Ōtsuka.
Murió el 1 de noviembre de 2014 por sepsis a la edad de 67.